# Nucleare Italiana Reattori Avanzati
Nira - Nucleare Italiana Reattori Avanzati (Società per Reattori Convertitori Avanzati e Veloci) S.p.A. era un'azienda italiana che operava nel settore della progettazione e commercializzazione di reattori convertitori avanzati e veloci, occupandosi anche della relativa installazione e manutenzione e della ricerca scientifica nel campo nucleare.

## Storia
Era stata fondata il 18 dicembre 1972 da Ansaldo Meccanico Nucleare con il 57,5%, Agip Nucleare con il 17,5%, Franco Tosi e Fiat TTG al 10% e Belleli con il 5%.
Controllata dalla Finmeccanica, aveva come piano il progetto e la realizzazione in Italia dei reattori nucleari CIRENE e del PEC al Brasimone, destinato a provare gli elementi combustibili del reattore francese Phénix, quindi refrigerato a sodio). Entrambi i progetti furono sospesi nel 1987 a causa del primo referendum sul nucleare.
Viene raggruppata in Ansaldo Ricerche nel 1987 e fonda Ansaldo Nucleare nel 1989.

## Attività
Le attività principali della Nira furono la progettazione di quelli che avrebbero dovuto essere i reattori nucleari italiani e la partecipazione alla realizzazione del Reattore Nucleare SuperPhenix in collaborazione con la Francia e la Germania.

I reattori Italiani erano il CIRENE (CIse REattore a NEbbia) presso Foceverde-Latina ed il PEC (Prova Elementi di Combustibile) presso il Brasimone (BO).

Il CIRENE era un reattore a tubi in pressione simile ai Reattori Canadesi (CANDU) ma con aspetti unici di progettazione italiana (Politecnico di Milano) mentre il PEC era un reattore veloce refrigerato a sodio liquido concepito per la sperimentazione del comportamento degli elementi di combustibile che avrebbe dovuto sostituire il reattore Phoenix francese ormai in via di chiusura.

NIRA raggruppò negli anni dal 1975 al 1985 i migliori cervelli nazionali nel campo nucleare e costituì la base di quella che avrebbe dovuto essere nelle intenzioni delle partecipazioni statali di allora la migliore industria energetica italiana. La collaborazione coi francesi fu una formidabile occasione di crescita tecnologica che l'industria italiana ebbe in quel periodo.

L'incidente di Chernobyl e le successive ben note difficoltà del nucleare comportarono una crisi del settore ed il patrimonio di know-how accumulato venne purtroppo disperso.